# Гоголівська сільська рада (Веселівський район)
| Гоголівська сільська рада — адміністративно-територіальна одиниця в Веселівському районі Запорізької області з центром у c. Гоголівка. Сільраді були підпорядковані населені пункти: - c. Гоголівка - c. Мусіївка Населення — 632 особи. |

## Склад ради
Рада складалася з 16 депутатів та голови.

## Керівний склад сільської ради
| ПІБ                        | Основні відомості                                                                       | Дата обрання | Дата звільнення |
| -------------------------- | --------------------------------------------------------------------------------------- | ------------ | --------------- |
| Івов Микола Миколайович    | Сільський голова, 1948 року народження, освіта, член народної партії                    | 26.03.2006   | 31.10.2010      |
| Петрів Людмила Ярославівна | Сільський голова, 1970 року народження, освіта середня спеціальна, член Партії регіонів | 31.10.2010   |                 |

Примітка: таблиця складена за даними джерела